# Les Espions d'à côté
Pour les articles homonymes, voir Keeping Up with the Joneses (homonymie).
Pour plus de détails, voir Fiche technique et Distribution.
Les Espions d'à côté, ou Nos voisins les Jones au Québec (Keeping Up with the Joneses) est un film américain réalisé par Greg Mottola, sorti en 2016.

## Synopsis
Jeff Gafney travaille aux RH de la société MBI. Lui et son épouse vivent une vie paisible dans leur pavillon de banlieue, lorsque le couple Jones vient emménager dans la maison d'â côté. Très vite, le couple Gafney éprouve des doutes sur l'identité et l'activité réelle des Jones.

## Fiche technique
- Titre : Les Espions d'à côté
- Titre québécois : Nos voisins les Jones
- Titre original : Keeping Up with the Joneses
- Réalisation : Greg Mottola
- Scénario : Michael LeSieur
- Musique : Jake Monaco
- Photographie : Andrew Dunn
- Montage : David Rennie
- Production : Laurie MacDonald et Walter F. Parkes
- Société de production : Fox 2000 Pictures, Parkes/MacDonald Image Nation et TSG Entertainment
- Société de distribution : 20th Century Fox (États-Unis)
- Pays :  États-Unis
- Genre : Comédie, espionnage et action
- Durée : 105 minutes
- Dates de sortie : 
  - États-Unis : 21 octobre 2016
  - France : 22 mars 2017

## Distribution
- Zach Galifianakis (VF : Daniel Lafourcade ; VQ : Louis-Philippe Dandenault) : Jeff Gaffney
- Jon Hamm (VF : Bruno Choël ; VQ : Patrick Chouinard) : Tim Jones
- Isla Fisher (VF : Véronique Alycia ; VQ : Véronique Marchand) : Karen Gaffney
- Gal Gadot (VF : Ingrid Donnadieu ; VQ : Catherine Proulx-Lemay) : Natalie Jones
- Matt Walsh (VFB : Patrick Donnay ; VQ : Thiéry Dubé) : Dan Craverston
- Maribeth Monroe (VFB : Carole Baillien ; VQ : Manon Arsenault) : Meg Craverston
- Patton Oswalt (VFB : Thierry Janssen ; VQ : Éric Paulhus) : Bruce Springstein / Scorpion
- Michael Liu (VFB : Fabian Finkels) : Yang
- Ari Shaffir : Oren
- Kevin Dunn (VFB : Michel Hinderyckx ; VQ : Marc Bellier) : Carl Pronger
- Jona Xiao : Stacey Chung
- Henry Boston : Patrick Gaffney
- Jack McQuaids : Mikey Gaffney